# Pterostylis riparia
Pterostylis riparia är en orkidéart som beskrevs av David Lloyd Jones. Pterostylis riparia ingår i släktet Pterostylis och familjen orkidéer.
Artens utbredningsområde är New South Wales. Inga underarter finns listade i Catalogue of Life.